# Lenzkircher Graben
Der Lenzkircher Graben ist ein kleinerer Grabenbruch im Schwarzwald bei Lenzkirch und dem Titisee. Er ist der tiefste Teil des Bonndorfer Grabens, eines Südost-Nordwest- bis Ost-West-streichenden tektonischen Grabensystems, die Badenweiler-Lenzkircher-Zone.

## Tektonik
Die Gesamtheit der Brüche, Schollen und Verwerfungen wird auch als Südschwarzwälder Hauptbewegungszone bezeichnet.
Die Verwerfungen bei Lenzkirch erschließen Porphyre, Gneise und Grauwacken des Kulm.

## Entstehung
Die ursprünglich Bildung wird variskisch angenommen. Nach langer Ruhephase kam er im Eozän und im Pleistozän wieder in Bewegung, sichtbar am einstigen Vulkanismus im Hegau. Leichte Erdbeben verweisen auf die heutige fortdauernde Aktivität der Erdkruste, das letzte stärkere Beben war 1911.

## Urseegranit
Im Graben von Lenzkirch ist durch tektonische Versenkung ein oberflächennah erstarrter Bereich des Bärhalde-Hochfirstgranits erhalten geblieben. Das Radiometrische Rb-Sr Gesamtgesteinsalter des Urseegranits wurde (1974) mit 283 Ma gemessen.

## Devon bis Unterkarbon
Innerhalb der paläozoischen Zone Badenweiler-Lenzkirch lässt sich eine ältere marine Folge (Devon und älteres Unterkarbon) von einer jüngeren terrigenen Folge (jüngeres
Viséum) unterscheiden. Die pyroklastische Serie bei Lenzkirch enthält auch aus Tuffschlammströmen entstandene Lahare mit kantigen Bruchstücken von Vulkaniten sowie Schiefer mit Pflanzenfossilien (Asterocalamiten und Lepidodendren).

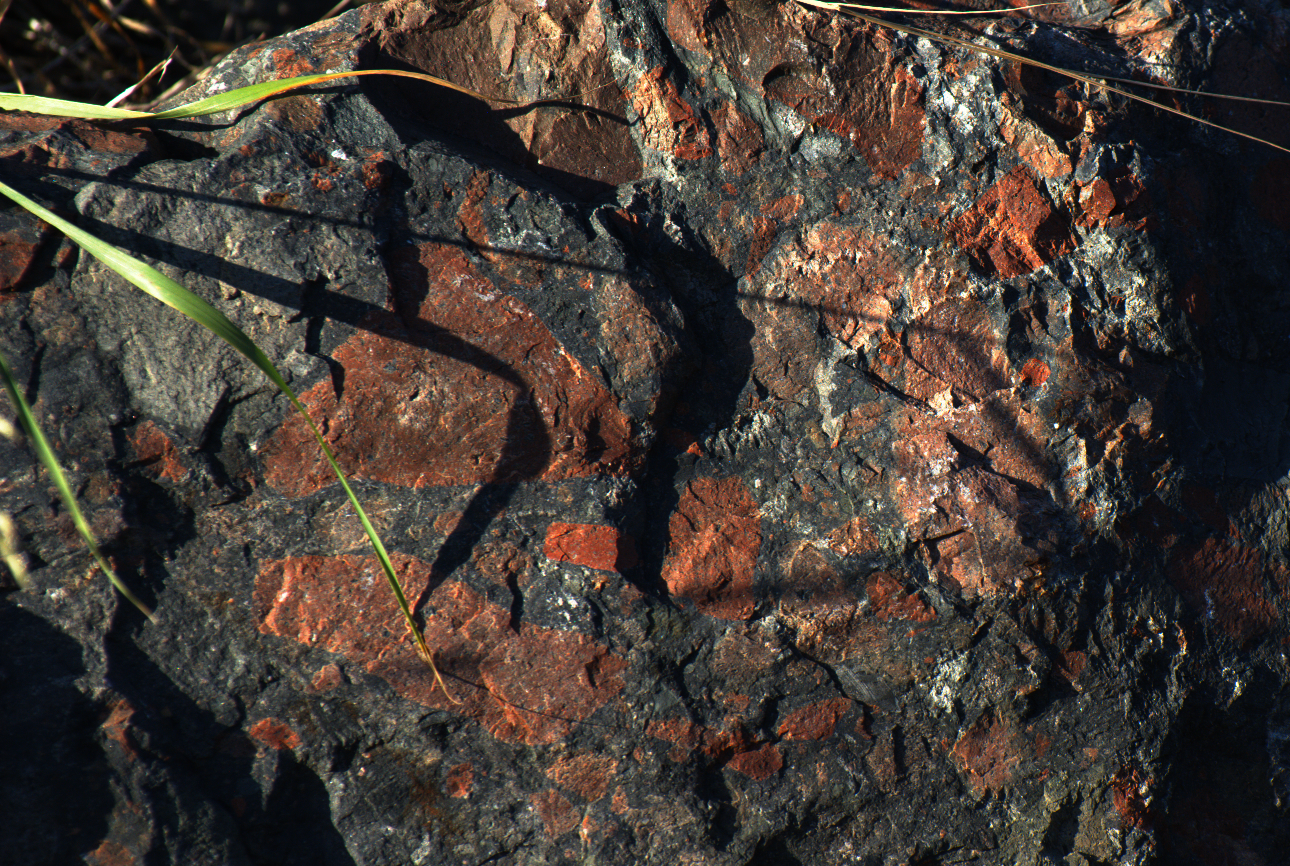
Vulkanische Brekzie: Sogenannter Lenzkircher Bierschinken aus dem Urseetal bei Lenzkirch

Eine geologische Besonderheit bilden die infolge des Grabenbruchs aufgeschlossenen Sedimentgesteine die großteils durch Metamorphose umgebildet wurden. Die fossilreichen Schichten des mittleren Karbon kamen hier jedoch nicht zur Ablagerung. In den Schiefern der Grauwacken aus dem oberen Kulm wurden bei Schönau Goniatiten, bei Lenzkirch ein Ganoidfisch, Elonichthys, des unteren Kulm gefunden.